# Сніданок на траві (Мане)
«Сніданок на траві́» (фр. Le déjeuner sur l'herbe) — картина французького живописця Едуара Мане, написана у 1863 році. Нині зберігається у 19-й залі музею д'Орсе (Париж, Франція).

## Історія

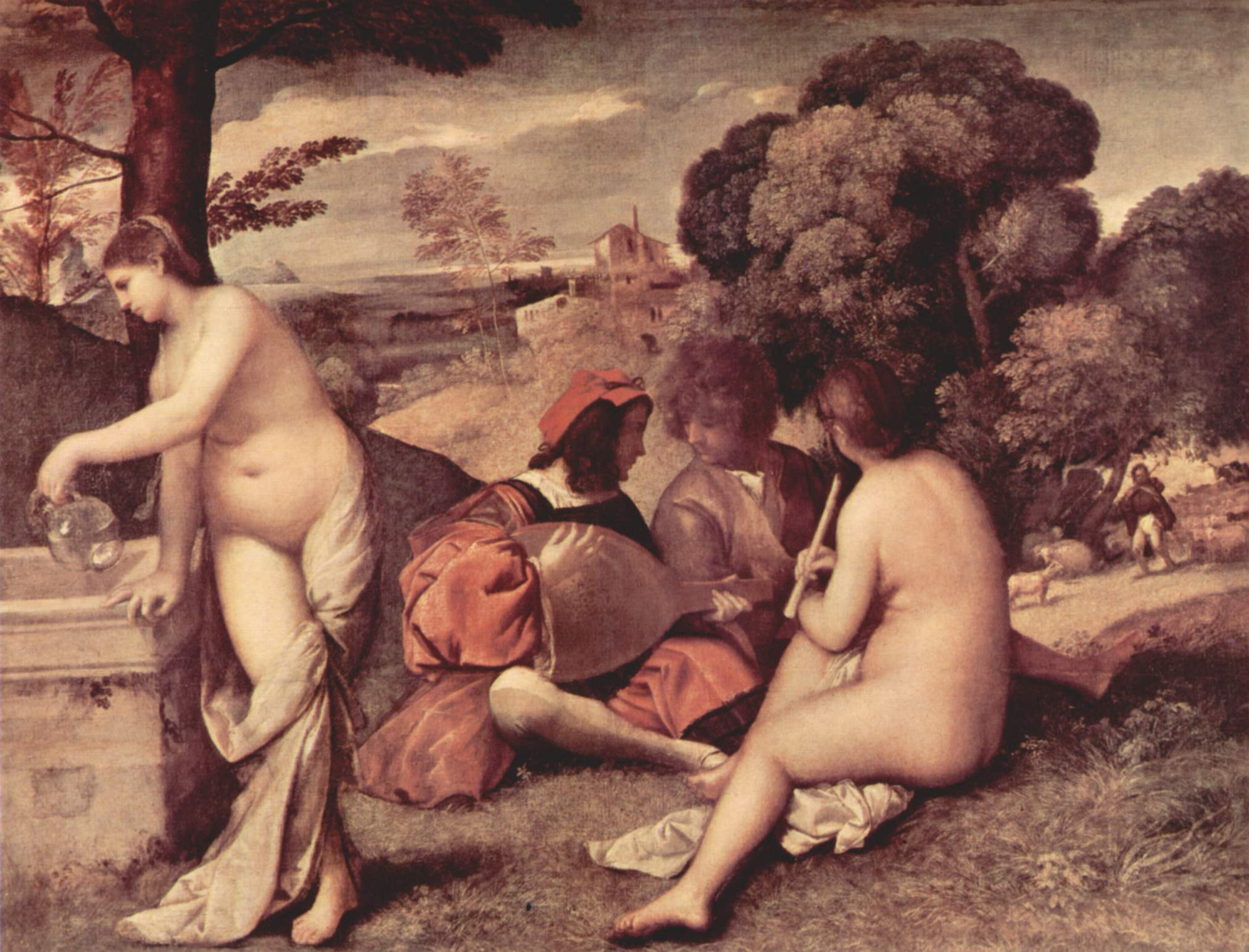
Тіціан, «Сільське свято» (1510). Лувр, Париж

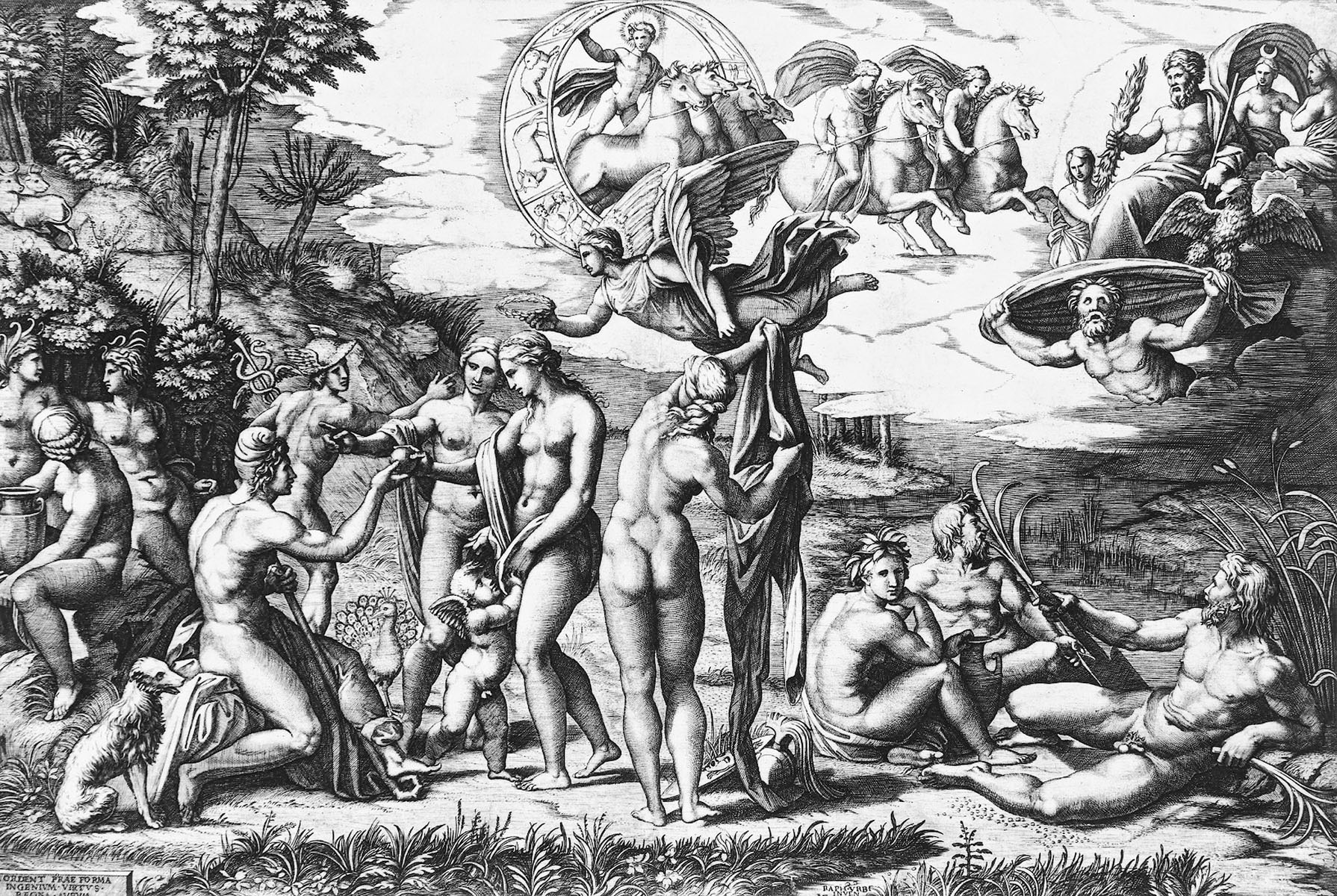
«Суд Паріса». Гравюра Маркантоніо Раймонді (за втраченим оригіналом Рафаеля), близько 1515

Спочатку картина називалась «Купання» (фр. Le bain) і призначалася для Паризького салону, проте її разом з 3,000 інших полотен журі не допустило до виставки. Всі ці картини були виставлені на так званому Салоні відхилених, створеному з ініціативи імператора Наполеона III.
За словами друга Мане, Антонена Пруста: «Сніданок на траві» задумувався як сучасна версія «Сільського свята», яке тоді приписували Джорджоне. У наш час доведено, що автором цієї картини був Тіціан (бл. 1476 або 1490—1576). На картині зображені дві оголені жінки поряд з двома одягненими чоловіками — лютністом і пастухом. Але пози для трьох головних персонажів Мане запозичив з іншої добре відомої роботи — гравюри Маркантоніо Раймонді (бл. 1480—1534), оригіналом для якої послужив «Суд Паріса» Рафаеля.
Перетворюючи хрестоматійний сюжет у сцену пікніка у передмісті сучасного Парижу, Мане навмисно порушув канони академічного живопису, які веліли зображувати оголену жіночу натуру лише в образі міфологічних богинь.

## Опис
На картині зображені двоє молодих чоловіків, що сидять під деревами поряд з оголеною молодою жінкою, яка обернулась прямо до глядача. Неподалік вибирається з води її напівоголена подруга. На траві — зняті жіночі сукні і кошики для пікніка.
Пози персонажів виразно нагадують роботи старих майстрів, однак їхні костюми вказують на те, що герої Мане — його сучасники, і саме це викликало найбільше обурення публіки.
Фактура
Мане обрав для відтворення фрагмент, який дозволяв попрацювати з багатою фактурою. Зробивши попередній ескіз, він зосередився на задньому плані. Переважаючі зелені тони написані смарагдово-зеленою фарбою з жовтим кадмієм (для найсвітліших тонів) і з синім індиго і сирою умброю (для темних тонів); сукні купальниці — титановими білилами і «смужками» суміші білил із синім індиго; її рука — білилами і жовтою вохрою.
Оголена фігура
Наступний етап полягав у роботі над оголеною фігурою. Спершу для того, щоб зберегти лінію малюнка, він заповнив фарбою отвори в контурах фігури. Тілесні тони були написані білилами і жовтою вохрою; темні тони, волосся й очі жінки — сирою умброю, паленою сієною; зелені і сині тони навколо її ніг — сумішшю, яку художник вже застосовував на попередньому етапі.
Чоловіча фігура
Потім Мане взявся за чоловічу фігуру. Як правило, спочатку він повторив найтемніші ділянки обличчя та одягу, які згодом будуть «освітлені». Працював Мане як сухим пензлем, так і пальцями, змішуючи ними фарби і створюючи тіні. Здебільшого, Мане змішував фарби прямо на полотні, а не на палітрі, і наносив їх безпосередньо одна на одну, після чого розтирав на полотні. При цьому він використовував ту ж саму палітру, що й раніше. Додав лише чорну фарбу, якою була написана краватка чоловіка.
Пальці як інструмент
Після цього він зафарбовував залишок полотна (починаючи з найтемніших ділянок, якими є тіні). Для того, щоб одяг виглядав м'яким і зім'ятим, Мане довелось багато попрацювати пальцями, змішуючи і пом'якшуючи фарби. Він використовував білила, синій індиго, трохи чорної фарби, щоб надати штанам бузкового відтінку.
Дрібні деталі
Заключні штрих відібрали у Мане не менше часу, ніж уся його попередня робота. Наприклад, може здаватися, що оголена рука, яка ніби непогано відтворена вже на передньому плані, насправді не збігається з картиною Мане за кольором, фактурою та розподілом тіней. Йому довелося ретельно звірити свою роботу з оригіналом, не просуваючись уперед доти, доки кожна деталь його імітації не буде відповідною до оригіналу.
Деталь обличчя
Риси обличчя потрібно було спочатку позначити дуже контрастно, пом'якшивши їх лише згодом. При цьому очі потрібно було написати з максимальною точністю (форму вій, положення зіниць). Допущені при цьому помилки було дуже важко виправляти потім.

## Образи
У своїй картині Мане використав незвичні о́брази:
- Зяблик. Там, де на картинах старих майстрів було прийнято зображувати богів чи янголів, у Мане намальований зяблик, що летить. Він виражає собою іронічний складник такого дивного реалізму художника.
- Відвертий погляд. Оголена жінка, підпираючи рукою підборіддя, дивиться просто на глядача — схожа на німфу з гравюри Раймонді. Позувала Мане Вікторіна Меран. Її прямий погляд здається занадто відвертим, викликаючи у глядача відчуття незручності.
- Одяг і провізія. Зім'яті сукні, провізія, яка вивалюється з кошиків і срібна фляжка створюють натюрморт, який точно передає настрій пікніка. Спочатку картина називалася «Купання», але через те, що ця назва несла в собі епатажний дух, напряму мотивуючи роздягання героїнь, і назву роботи змінено.
- Дивна перспектива. У перспективі й масштабах фігур допущені викривлення. Ймовірно, вони мають навмисний характер і використані для того, щоб замаскувати штучність композиції. Пропорції фігури купальниці зіставні з пропорціями фігур, розташовані на передньому плані, — ніби між ними немає дистанції. Натомість, дерева «правильно» зменшуються у міру віддалення від глядача. Це викривлення особливо підкреслює човен, який у порівнянні з фігурою купальниці здається іграшковим.
- Загадковий жест. Рука одного з чоловіків витягнута так, ніби він бере участь у жвавій бесіді. Водночас очевидно, що думки людей, які навпроти нього, зайняті чимось іншим, і цей жест стає невмотивованим. Цей жест був скопійований з гравюри Раймонді.
- Оголена жінка й одягений чоловік. На гравюрі Раймонді схожа група фігур складається з двох оголених річкових богів і оголеної німфи. Художник, залишаючи жінку без одягу, «одягає» чоловіків у сучасні костюми. Контраст, який виникає, створює досить терпку атмосферу картини, надаючи їй сексуального відтінку.